# Mohamed Abdi Hashi
Mohamed Abdi Hashi (somali: Maxamed Cabdi Xaashi)  (valor desconegut, valor desconegut - Nairobi, 12 de juliol de 2020) és un polític somali que fou president interí de Puntland. Pertany al clan dels dhulbahante.
Membre del Partit Unit Somali, el 1991 i 1993 va donar suport a la creació de la República de Somalilàndia, però després es va decantar cap a una aliança amb els majeerteen i va donar suport a la creació de l'estat de Puntland el 1998. El 23 de juliol de 1998 fou designat vicepresident.
El 30 de juny del 2001 per orde de la cort suprema, es va acabar el seu mandat, però Abdullahi Yusuf Ahmed es va proclamar militarment president per un segon mandat i va mantenir a Hashi com a vicepresident. Després de la victòria sobre el seu rival Jama Ali Jama, el 8 de maig del 2001 Abdullahi Yusuf Ahmed i Mohamed Abdi Hashi van retornar plenament al poder; el maig del 2003 amb la mediació dels ancians, es va fer un acord de pau amb Jama Ali Jama.
El 10 d'octubre del 2004 el president de Puntland, Abdullahi Yusuf Ahmed, fou elegit president del Govern Federal de Transició de Somàlia amb un mandat fins al 2009, i va deixar la presidència de Puntland al vicepresident Mohamed Abdi Hashi, fins que el 8 de gener del 2005 fou elegit president Mohammud Musse Hersi, àlies Adde.
Va morir a Kenya capital de Nairobi el 12 de juliol de 2020. El 15 de juliol va ser enterrat a Garowe.